# The Night They Drove Old Dixie Down
Pistes de The Band (album)
Rag Mama Rag
(2) When You Awake
(4)
The Night They Drove Old Dixie Down est une chanson du groupe The Band, enregistrée en 1969 et publiée sur son second album au titre éponyme.
En 1995, elle est sélectionnée par le Rock and Roll Hall of Fame comme l'une de « 500 chansons qui ont façonné le rock 'n' roll ».

## Description
La chanson est écrite et composée par Robbie Robertson. Elle raconte les derniers jours de la guerre de Sécession et la souffrance du Sud. Dixie est le surnom des États confédérés d'Amérique. Virgil Caine, soldat confédéré, sert dans le « Danville train » (une ligne de chemin de fer entre Danville et Richmond puis le reste du pays). La cavalerie de l'Union détruit régulièrement cette ligne afin d'empêcher le mouvement d'hommes et de matériel vers le front où l'armée de Virginie du Nord de Robert Lee est assiégée durant le siège de Petersburg. Dans le cadre d'une nouvelle offensive, l'Armée de l'Union de George Stoneman « détruit de nouveau la voie ».
Levon Helm affirme dans son livre en 1993 avoir aidé Robbie Robertson à se documenter.
Les paroles se réfèrent aux conditions dans les États du Sud de l'hiver au début 1865 (« Nous avons faim / on survit à peine ») ; la Confédération est affamée et au bord de la défaite. Il est fait référence à la date du 10 mai 1865, date où Richmond passe aux mains des Nordistes et date de l'arrestation du président confédéré Jefferson Davis, ce qui met fin à la Confédération.

## Histoire
Selon ce que dit Rob Bowman dans le livret de la réédition de l'album en 2000, il s'agit d'un "album concept" avec des chansons ayant pour sujet les peuples, les lieux et les traditions associés au vieil Americana.
La chanson sort en face B du single Up on Cripple Creek.
Bien qu'il n'ait pas été un succès, le morceau reste une des chansons identitaires de The Band. Il la joue fréquemment en concert ; on peut l'entendre sur les albums live Rock of Ages (1972) et Before the Flood. Il la joue lors de son concert d'adieu et figure ainsi dans le documentaire La Dernière Valse et sa bande originale. Après ce dernier concert, le chanteur Levon Helm refusera de reprendre The Night They Drove Old Dixie Down.
La chanson figure parmi les 500 plus grandes chansons de tous les temps selon Rolling Stone, à la 246e place.

## Reprises
La reprise en anglais la plus connue est celle de Joan Baez en 1971, qui atteint la troisième place du Billboard Hot 100 en octobre de la même année et reste cinq semaines au sommet du Hot Adult Contemporary Tracks. Cette version atteint aussi la sixième place des ventes au Royaume-Uni dans le même mois. Toutefois Baez apporte quelques modifications dans les paroles. Elle avouera avoir eu des difficultés à chanter les paroles originales. Désormais, elle reprend les paroles telles que les a écrites Robbie Robertson.
Johnny Cash fait une reprise pour son album John R. Cash de 1975. Jimmy Arnold la reprend pour son album Southern Soul composé de chansons ayant pour sujet le Sud dans la Guerre de Sécession. Il existe d'autres versions par Don Rich, Steve Young, John Denver, The Allman Brothers Band, Derek Warfield, Glen Hansard…
Charlie Daniels Band, Big Country, Dave Brockie, Richie Havens, Black Crowes, Jerry García Band et Zac Brown Band publient des versions lives.
La chanson est reprise en allemand : Am Tag als Conny Kramer starb (1972). Interprétée par Juliane Werding, elle devient numéro un des ventes en Allemagne cette année. Il ne s'agit pas du tout d'une traduction littérale. La version allemande est une chanson contre la drogue qui raconte comment un jeune homme meurt à cause de son addiction, au moment où l'héroïne fait son apparition dans le pays. En 1986, le groupe Die Goldenen Zitronen fait une parodie, Am Tag als Thomas Anders starb.

## Composition de The Band
- Rick Danko – Guitare basse, chœur
- Levon Helm – Chant, batterie
- Garth Hudson – Mélodica, trompette
- Richard Manuel – Piano, chœur
- Robbie Robertson – Guitare acoustique

## Source, notes et références
1. ↑  (en) « 500 Songs That Shaped Rock », sur Infoplease (consulté le 9 novembre 2023).
2. ↑  « Link to a version of the lyrics », Metrolyrics.com (consulté le 6 novembre 2011).
3. ↑  « The Night They Drove Old Dixie Down : Rolling Stone » (consulté le 9 novembre 2010).
4. ↑  The Billboard Book of Top 40 Hits, 6th Edition, 1996.
5. ↑  Kurt Loder (1983). "Joan Baez: The Rolling Stone Interview". Rolling Stone 4/14/83 (issue # 393)/4.
6. ↑  « Glen Hansard, Lisa Hannigan & John Smith cover The Band » (consulté le 6 avril 2013).

- (en) Cet article est partiellement ou en totalité issu de l’article de Wikipédia en anglais intitulé « The Night They Drove Old Dixie Down » (voir la liste des auteurs).